# Il giorno sottile
Il giorno sottile è un album dei Quadraphonic pubblicato nel 2002.

## Tracce
1. Il giorno sottile – 6:01
2. Sentieri mai battuti – 5:41
3. La pioggia continua – 6:15
4. Tu ritorni – 4:25
5. Stanza di luce – 3:58
6. Acque gelide – 4:52
7. Bianco, bianco giorno... – 34:09